# The One (album Siergieja Łazariewa)
The One – szósty album studyjny rosyjskiego piosenkarza Siergieja Łazariewa wydany 1 kwietnia 2018 roku przez Koala Music.

## Lista utworów
Sporządzono na podstawie materiału źródłowego
| Nr. | Lista utworów                 | Długość |
| --- | ----------------------------- | ------- |
| 1   | You put out the fire          | 3:00    |
| 2   | Eat you up                    | 3:03    |
| 3   | Going under                   | 3:04    |
| 4   | Deep blue                     | 3:31    |
| 5   | On the other side             | 3:06    |
| 6   | Freaky tonight                | 2:55    |
| 7   | Lucky stranger                | 4:09    |
| 8   | Yesterday                     | 2:59    |
| 9   | You are the only one          | 3:06    |
| 10  | Flying                        | 3:02    |
| 11  | Not worth it anymore          | 3:01    |
| 12  | Stand by me (feat. Dj Miller) | 3:59    |